# Internationaler Joseph Joachim Violinwettbewerb, Hannover
Der Internationale Joseph Joachim Violinwettbewerb, Hannover (auch: Internationaler Violin-Wettbewerb Hannover und englisch Joseph Joachim International Violin Competition Hannover) in Hannover zählt weltweit zu den Auszeichnungen für junge Nachwuchsviolinisten und ist ein bedeutendes Karrieresprungbrett. Der mit einer internationalen Jury besetzte und alle drei Jahre ausgetragene Wettbewerb ist nach dem ehemals in Hannover tätigen Violinisten Joseph Joachim benannt. Ziel des durch die Stiftung Niedersachsen ausgerichteten Wettbewerbs ist die Unterstützung der Künstler auf dem Weg zu einer internationalen Karriere, die Förderung klassischer Musiktraditionen, -ausbildung und -ausübung sowie die Förderung der niedersächsischen Landeshauptstadt als Metropole der Musik. Die Stiftung Niedersachsen kooperiert mit der Hochschule für Musik, Theater und Medien Hannover, der NDR Radiophilharmonie, NDR Kultur, Warner Classics, der Fritz Behrens Stiftung und dem G. Henle Verlag. Der Wettbewerb ist Mitglied der World Federation of International Music Competitions in Genf.

## Geschichte
Durch Initiative des Musikers Krzysztof Węgrzyn und 1991 von der Stiftung Niedersachsen ins Leben gerufen, wurde der Internationale Violin-Wettbewerb Hannover noch im selben Jahr erstmals ausgerichtet. 2019 berief die Stiftung Niedersachsen Antje Weithaas und Oliver Wille an die Spitze des renommierten Musikwettbewerbs. Der Gründer und bisherige künstlerische Leiter, Krzysztof Wegrzyn, bleibt dem Wettbewerb als Ehrenpräsident eng verbunden. Weithasse war 1911 die 1. Preisträgerin des Bewerbs und ist heute eine international bekannte Geigenvirtuosin und eine Violinpädagogin. Fast zehn Jahre lang war sie künstlerische Leiterin der Camerata Bern. Zu ihrem Werk gehören bekannte CD-Einspielungen, etwa die Gesamteinspielungen der Solosonaten und -partiten von Johann Sebastian Bach und der Solosonaten von Eugène Ysaÿe. Oliver Wille wird die enge Kooperation des Wettbewerbs mit der Hochschule für Musik, Theater und Medien Hannover (HMTMH) fortsetzen. Seit 2011 ist er dort Professor für Streicherkammermusik und leitet u. a. eine international erfolgreiche Quartettklasse. Als Gründungsmitglied des Kuss Quartetts ist er seit 25 Jahren in der Kammermusik erfolgreich. Der Violinist ist seit 2015 zudem Intendant der Sommerlichen Musiktage Hitzacker.

## Ablauf
Mit anspruchsvollem Repertoire und erstklassigen künstlerischen Partnern dürfen die Teilnehmer und Teilnehmerinnen sich über fünf Runden dem Publikum, der Jury und international renommierten Konzertveranstaltern vorstellen.
Es werden drei Runden durchlaufen. In den Vorrunden spielen die Teilnehmer und Teilnehmerinnen jeweils zwei Mal vor Publikum, einmal Violine solo, einmal mit Klavierbegleitung. Die Jury wählt bis zu zehn Semifinalisten aus (2021 waren es nur 8), welche dann mit einem Streichquartett auftreten. Für das Finale werden vier ausgewählt, welche mit der NDR Radiophilharmonie zusammen ein großes Violinkonzert spielen. Die Vorrunden und ersten Semifinalrunden finden in der Hochschule für Musik statt. Die zweiten Semifinalrunden und das Finale finden in der NDR Radiophilharmonie in Hannover statt. Alle Runde werden live übertragen.
Im Rahmenprogramm „Zu Gast in Niedersachsen“ entsendet der Wettbewerb Teilnehmer zu besonderen Konzerten in unterschiedliche Orte in ganz Niedersachsen. 2021 etwa ins Schloss Agathenburg, in die Evangelisch-reformierten Kirche in Göttingen, in die Aula des Juleum in Helmstedt, ins Schloss Etelsen/Langwedel, in den Haasenhof in Mandelsloh sowie ins Ruller Haus in Wallenhorst-Rulle. Ein umfangreiches Musikvermittlungsangebot bietet Zugänge für Schulklassen.

## Preise
Es werden insgesamt 82.000 Euro in Form von Preisgeldern an die vier Finalisten vergeben. Als Preise des Wettbewerbes winken Stipendien und Debüt-Konzerte. Preisgelder werden in Höhe von 30.000 für den Gewinner und 10.000 Euro für alle vier Finalteilnehmer des Violin-Wettbewerbes vergeben sowie zahlreiche weitere beachtliche Geldpreise, Leihgaben und Konzertengagements.
Die Preisträger erhalten seit 2009 eine goldene Statuette, die eine, durch den Künstler Sebastian Peetz in einem einzigen Strich stilisierte, Geige spielende Figur darstellt.
Die Fritz Behrens-Stiftung verleiht auf Zeit einem Sieger des Wettbewerbs eine Geige, die ca. 1765 in Parma von Giovanni Battista Guadagnini gebaut wurde. Seit dem Finale am 10. Oktober 2021 befindet sich die Leihgabe im Besitz des Finalisten Javier Comesaña (Spanien).
2012 wurde der 1. Preis erstmals zwei Mal und der zweite Platz nicht vergeben. Der 3. Preisträger erhielt „ebenfalls den mit 5.000 Euro dotierten Kritikerpreis und den Publikumspreis“.
2021 erhielt Maria Ioudenitch den neuen Hauptpreis, den Joseph Joachim. Alle vier Finalisten wurden als Laureates gewürdigt. Stattdessen dürfen sich die drei anderen Finalteilnehmer „Laureate“ nennen und erhielten mit dieser Ehrung jeweils 10.000 Euro. Chiara Sannicandro (Deutschland) erhielt den mit 2.000 Euro dotierten Publikumspreis, das Voting fand online auf der Website des Wettbewerbs statt und war weltweit zugänglich. Das internationale Publikum hatte über den gesamten Wettbewerb hinweg die Chance die Auftritte der Teilnehmer in einem Livestream zu verfolgen. Maria Ioudenitch (Russland/USA) erhielt neben dem 1. Platz außerdem den Preis für die beste Interpretation des Auftragswerks (dotiert mit 5.000 Euro) und den Kammermusikpreis (dotiert mit 3.000) Euro. Zudem wird sie ihr Debütalbum bei Warner Classics aufnehmen und veröffentlichen.

## Preisträger
Bisherige Preisträger des Internationalen Joseph Joachim Violinwettbewerbs, Hannover waren:
| Jahr | 1. Preisträger                            | 2. Preisträger     | 3. Preisträger          | Laureate/Finale                                     |
| ---- | ----------------------------------------- | ------------------ | ----------------------- | --------------------------------------------------- |
| 1991 | Antje Weithaas;                           | Catherine Cho      | Bartlomiej Niziol       |                                                     |
| 1994 | Robert Chen;                              | Anton Barachovsky  | Latica Honda-Rosenberg  |                                                     |
| 1997 | Michiko Kamiya;                           | Francesco Manara   | Bin Huang               |                                                     |
| 2000 | Frank Huang;                              | Andrey Bielow      | Arabella Steinbacher    |                                                     |
| 2003 | Nemanja Radulovic;                        | Saeka Matsuyama    | Feng Ning               |                                                     |
| 2006 | Suyoen Kim;                               | Hyun-Su Shin       | Kana Sugimura           |                                                     |
| 2009 | Fumiaki Miura                             | Clara-Jumi Kang    | Yura Lee                |                                                     |
| 2012 | Dami Kim und Alexandra Conunova-Dumortier | „nicht vergeben“   | Tobias Feldmann         |                                                     |
| 2015 | Sergei Dogadin                            | Shion Minami       | Richard Lin (Musiker)   |                                                     |
| 2018 | Timothy Chooi                             | Dmytro Udovychenko | Cosima Soulez Larivière |                                                     |
| 2021 | Maria Ioudenitch                          | nicht vergeben     | nicht vergeben          | Javier Comesaña, Chiara Sannicandro, Minami Yoshida |

## Belege
1. 1 2 3 4 5 6 7 8 9  Hugo Thielen: Internationaler Violin-Wettbewerb ... (siehe Literatur)
2. 1 2 3  Preise, auf jjv-hannover.de
3. ↑  Partner. jjv-hannover.de, abgerufen am 26. Januar 2023.
4. ↑  Eva Holtz, Annette Langhorst (Red.): Der Violinwettbewerb war mein lang gehegter Traum. In: noblis, Ausgabe September 2015, S. 64f.
5. ↑  Oliver Wille, auf jjv-hannover.de
6. ↑  Teilnehmer*innen 2021. Abgerufen am 25. Januar 2023.
7. ↑  Konzerte - Zu Gast in Niedersachsen. Abgerufen am 25. Januar 2023.
8. ↑  Theda Minthe: Fritz-Behrens-Stiftung. In: stiften. fördern. gestalten. Wegweiser zu Stiftungen in Hannover, hrsg. von der Landeshauptstadt Hannover, Büro Oberbürgermeister - Grundsatzangelegenheiten, in Zusammenarbeit mit der Stiftungsinitiative Hannover, aktualisierte Neuauflage, Hannover: Landeshauptstadt Hannover, November 2007, S. 56
9. 1 2 3 4 5  Stefan Arndt: Internationaler Violinwettwerb ... (siehe Literatur)
10. 1 2 3 4 5 6 7 8 9 10 11 12 13 14 15 16 17 18  Stiftung Niedersachsen - Internationaler Joseph Joachim Violinwettbewerb Hannover
11. 1 2 3  Gewinner JJV 2018. In: Joseph Joachim Violinwettbewerb Hannover 2018. Stiftung Niedersachsen, 26. Oktober 2018, archiviert vom Original (nicht mehr online verfügbar) am 12. April 2019; abgerufen am 26. Oktober 2018.  Info: Der Archivlink wurde automatisch eingesetzt und noch nicht geprüft. Bitte prüfe Original- und Archivlink gemäß Anleitung und entferne dann diesen Hinweis.